# Anthony Burger

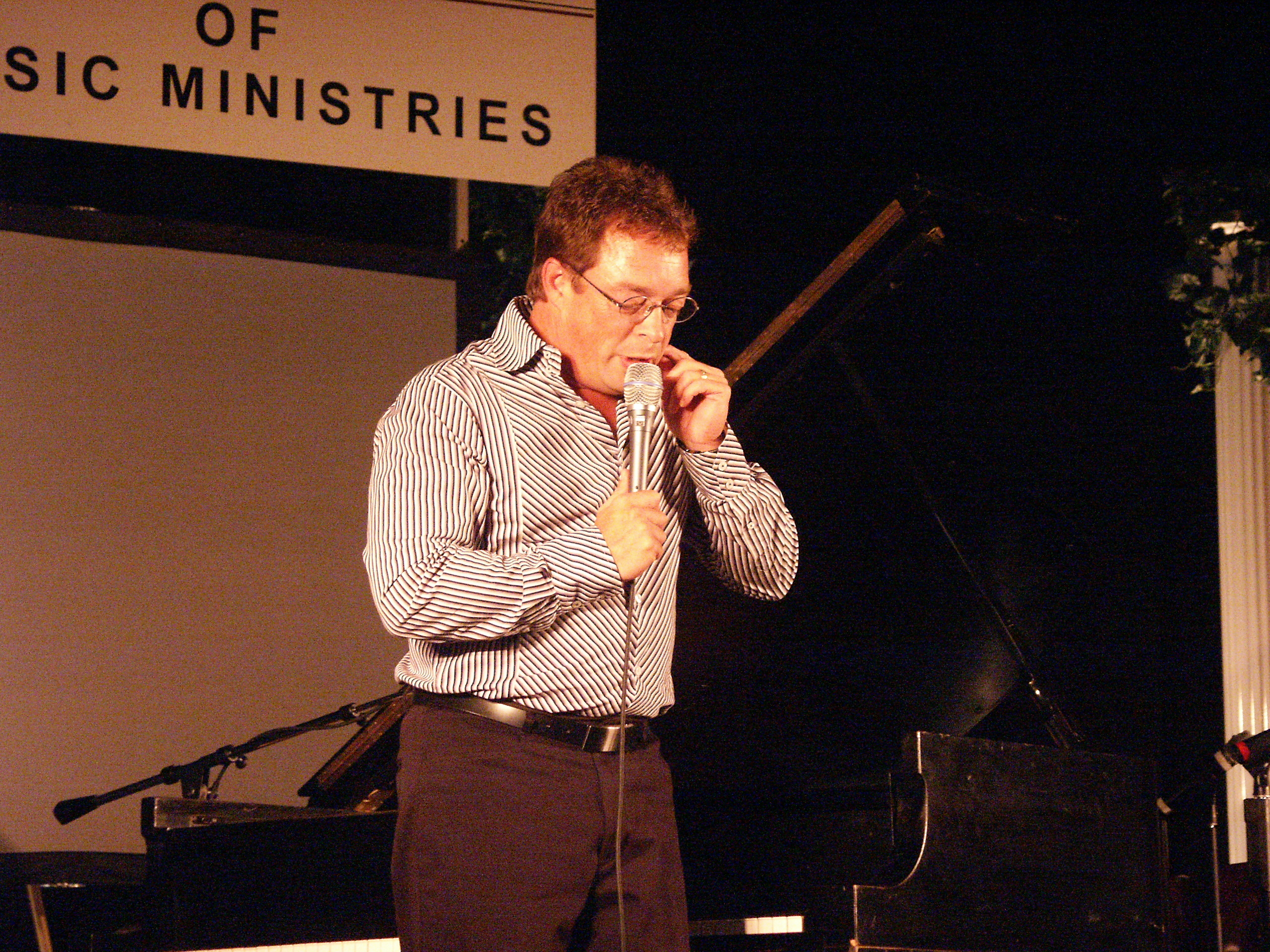
Anthony Burger

Anthony John Burger (* 5. Juni 1961 in Cleveland (Tennessee); † 22. Februar 2006) war ein US-amerikanischer Pianist.

## Leben
Im Alter von fünf Jahren wurde Burger als Piano-Student am Cadek Conservatory in Chattanooga, Tennessee, angenommen. Er beherrschte innerhalb weniger Jahre ein klassisches Klavierrepertoire. Seine erste Aufnahme, „Anthony Burger At The Lowry Organ“, erschien 1975 im Alter von 14 Jahren. Er trat dem „Kingsmen Quartet“ bei und blieb bis 1992 bei ihnen. Während dieser Zeit nahm er neunzehn Projekte mit der Gruppe auf und wurde zehn Jahre lang zum beliebtesten Pianisten der „Singing News Fan Awards“ gewählt.
1992 trat Burger der „Gaither Homecoming Tour“ bei. Die „Hazelton Brothers piano company“ ehrte ihn kurz nach der Jahrhundertwende, als sie ihm ein „Anthony Burger Signature“-Modell anbot. Im Jahr 2005 gab Steinway & Sons bekannt, dass Burger zu ihrer exklusiven Liste von unterstützenden Künstlern hinzugefügt wurde, was ihn zum ersten Pianisten des "Southern Gospel" macht, der jemals dafür geehrt wurde.
Burger war einer der bekanntesten US-amerikanischen Gospelmusiker. Er hat zahlreiche Gospel-Platten veröffentlicht. 2006 wurde seine letzte Platte „A Tribute to Bill and Gloria Gaither“ für den Gospel Music Association’s Dove Award nominiert. 2007 wurde er posthum in die „Southern Gospel Music Hall of Fame“ aufgenommen.
Am 22. Februar 2006 starb Burger während eines Auftritts an Bord eines Kreuzfahrtschiffes, das für eine „Gaither Gospel Cruise“ gechartert wurde, an einem tödlichen Herzanfall.